# Chanaleilles
Chanaleilles ist eine französische Gemeinde mit 173 Einwohnern (Stand: 1. Januar 2022) im Département Haute-Loire in der Region Auvergne-Rhône-Alpes (vor 2016 Auvergne). Sie gehört zum Arrondissement Brioude, zum Gemeindeverband Les Rives du Haut Allier sund zum Kanton Gorges de l’Allier-Gévaudan.

## Geografie
Chanaleilles liegt im Zentralmassiv an der Grenze zum Département Lozère, etwa 43 Kilometer südwestlich von Le Puy-en-Velay am Oberlauf des Flusses Virlange. Umgeben wird Chanaleilles von den Nachbargemeinden Grèzes im Norden, Esplantas-Vazeilles im Nordosten, Thoras im Osten, Saint-Paul-le-Froid im Südosten, Sainte-Eulalie im Süden, Lajo im Südwesten und Westen sowie Le Malzieu-Forain im Westen und Nordwesten.

## Bevölkerungsentwicklung
| Jahr                       | 1962 | 1968 | 1975 | 1982 | 1990 | 1999 | 2006 | 2013 | 2020 |
| Einwohner                  | 430  | 395  | 372  | 330  | 268  | 228  | 214  | 189  | 173  |
| Quellen: Cassini und INSEE |      |      |      |      |      |      |      |      |      |

## Sehenswürdigkeiten
- Kirche Notre-Dame-de-l'Assomption aus dem 12. Jahrhundert
- Kapelle Saint-Roch
- Domäne (Dômerie) von Le Sauvage des Tempelritterordens
- Der Abschnitt Saugues – Saint-Alban-sur-Limagnole des Jakobswegs Via Podiensis führt nahe am Ort vorbei und dann weiter über die Domäne von Le Sauvage  zur Kapelle Saint-Roch in der Nähe des Col de I´Hospitalet (1304 m).[1]

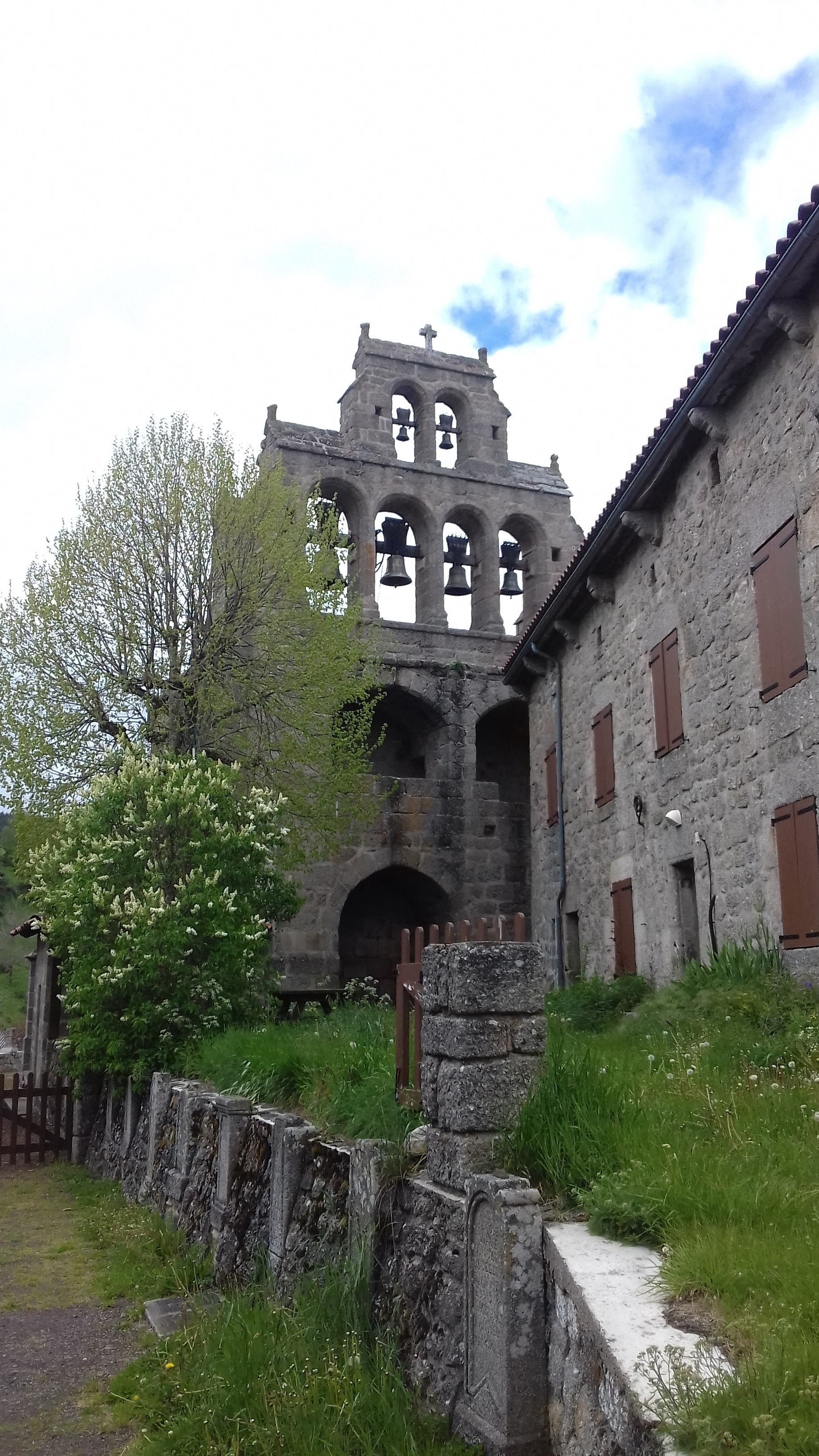
Kirche Notre-Dame-de-l'Assomption
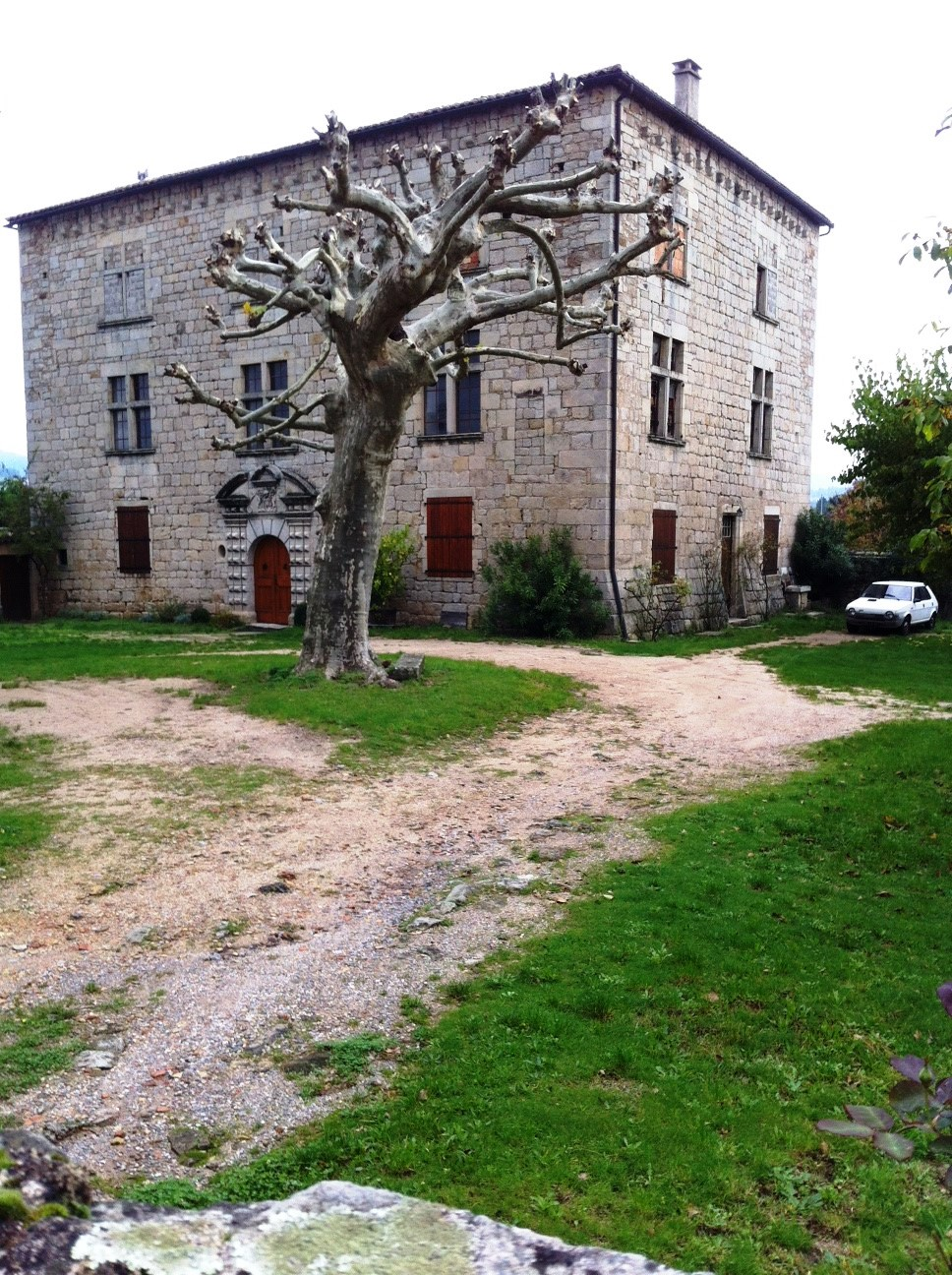
Château de la Saumee
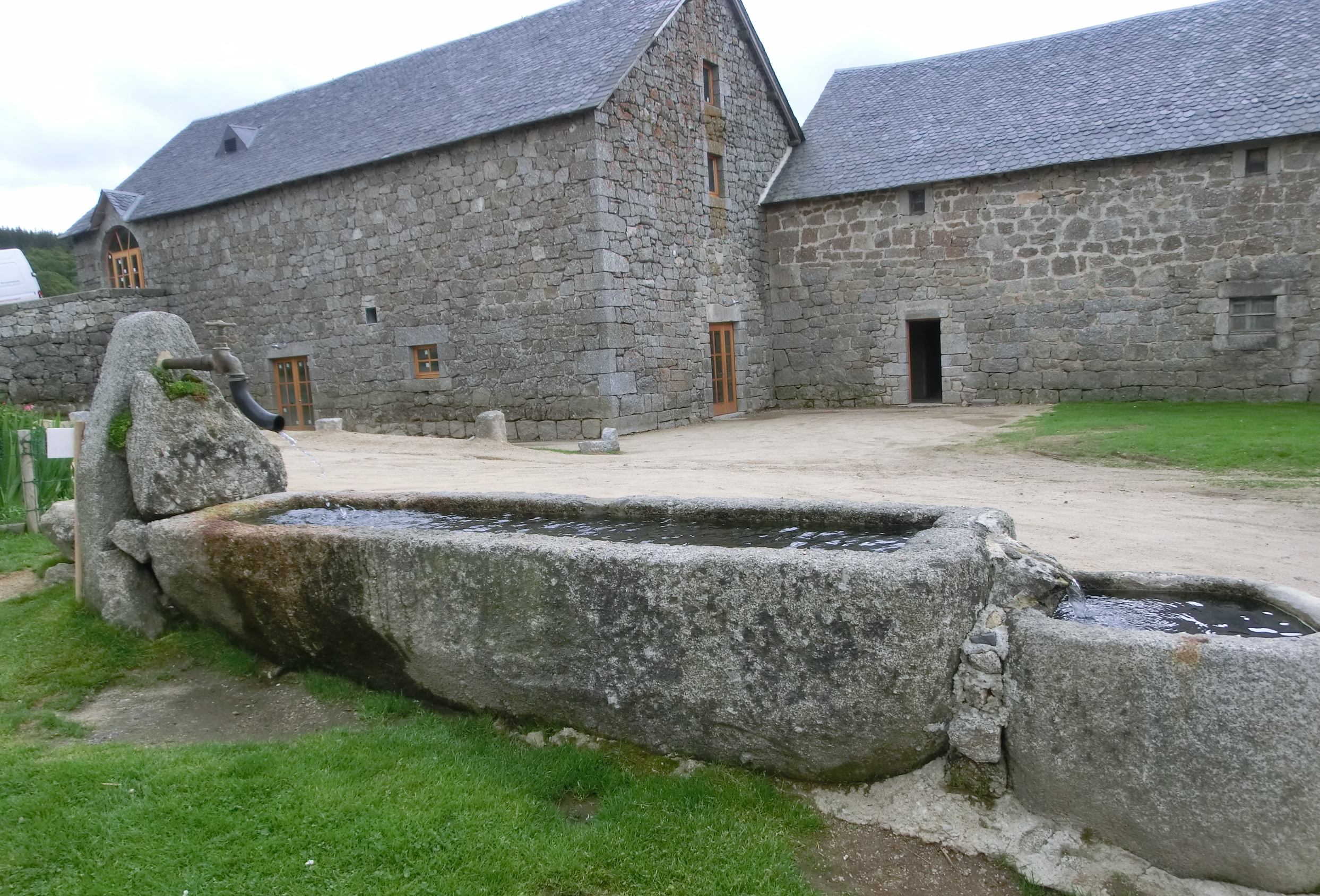
Domäne von Le Sauvage